# 아래바위정맥굴
아래바위정맥굴(inferior petrosal sinuses) 또는 하추체정맥동(下錐體靜脈洞)은 관자뼈 바위부분 아래쪽 경계에 위치한 한 쌍의 작은 정맥굴이다. 각 아래바위정맥굴은 동측의 해면정맥굴에서 온 혈액을 들여 속목정맥으로 보낸다.

## 구조
아래바위정맥굴은 아래바위고랑에 놓여 있다. 아래바위고랑은 관자뼈 바위부분과 뒤통수뼈 바닥부분이 붙으면서 형성된다. 해면정맥굴의 아래뒤쪽에서 시작된 아래바위정맥굴은 목정맥구멍의 앞부분을 주행하여 속목정맥의 위목정맥팽대(superior bulb)에서 끝난다.

## 기능
아래바위정맥굴은 속귀길정맥의 혈액을 받는다. 또한 소뇌의 아래쪽 면, 숨뇌, 다리뇌에서 오는 정맥의 혈액을 운반하는 역할도 한다.

## 추가 이미지

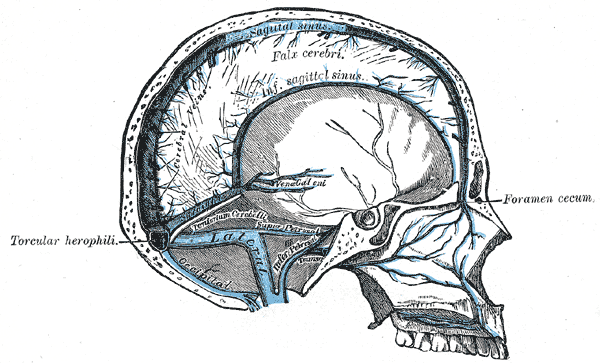
머리뼈의 시상단면. 경막정맥굴을 볼 수 있다.

## 같이 보기
- 경막정맥굴
- 아래바위정맥굴 채혈

## 참고 문헌
이 문서는 현재 퍼블릭 도메인에 속하는 그레이 해부학 제20판(1918) page 659의 내용을 기초로 작성된 글이 포함되어 있습니다.